# A Film with Me in It
A Film with Me in It è un film del 2008 diretto da Ian Fitzgibbon.

## Distribuzione
Il film è stato presentato in anteprima in vari festival internazionali, come il Galway Film Fleadh in Irlanda il 12 luglio 2008, l'Edinburgh International Film Festival in Scozia il 26 luglio, ed il Toronto International Film Festival in Canada il 5 settembre. In Irlanda è stato regolarmente distribuito nelle sale il 17 ottobre 2008.

## Riconoscimenti
Il film è stato candidato per sei premi IFTA, incluso miglior film, miglior attore (Dylan Moran) e miglior sceneggiatura (Mark Doherty), senza però aggiudicarsi nessuno dei premi.
È stato premiato alla ventottesima edizione dell'International Istanbul Film Festival in Turchia vincendo il premio speciale della giuria.